# Lijst van voetbalinterlands Kroatië - Nederland (mannen)
Deze lijst van voetbalinterlands is een overzicht van de officiële voetbalwedstrijden tussen de nationale teams van Kroatië en Nederland. De landen hebben tot op heden drie keer tegen elkaar gespeeld. De eerste wedstrijd was op 11 juli 1998 in Parijs (Frankrijk), om de derde plaats op het Wereldkampioenschap voetbal 1998. De laatste confrontatie, een halve finale van de UEFA Nations League 2022/23, vond plaats op 14 juni 2023 in Rotterdam.

## Wedstrijden
| № | № Int NED | Plaats    | Datum           | Competitie                  | Wedstrijd           | Uitslag |
| - | --------- | --------- | --------------- | --------------------------- | ------------------- | ------- |
| 1 | 553       | Parijs    | 11 juli 1998    | WK 1998                     | Nederland – Kroatië | 1 – 2   |
| 2 | 662       | Split     | 6 februari 2008 | Vriendschappelijk           | Kroatië – Nederland | 0 – 3   |
| 3 | 848       | Rotterdam | 14 juni 2023    | UEFA Nations League 2022/23 | Nederland – Kroatië | 2 – 4   |

## Samenvatting
| Competitie          | Totaal gespeeld | Winst Kroatië | Gelijk | Winst Nederland | Doelsaldo Kroatië – Nederland |
| ------------------- | --------------- | ------------- | ------ | --------------- | ----------------------------- |
| WK-eindronde        | 1               | 1             | 0      | 0               | 2 − 1                         |
| UEFA Nations League | 1               | 1             | 0      | 0               | 4 − 2                         |
| Vriendschappelijk   | 1               | 0             | 0      | 1               | 0 − 3                         |
| Totaal              | 3               | 2             | 0      | 1               | 6 − 6                         |

Wedstrijden bepaald door strafschoppen worden, in lijn met de FIFA, als een gelijkspel gerekend.

## Details

### Eerste ontmoeting
| Troostfinale WK 1998 (Parijs, Frankrijk, 11 juli 1998): |              | |
| Nederland | 1 – 2        | Kroatië |
| Boudewijn Zenden 21' | goals        | 13' Robert Prosinečki 36' Davor Šuker |
| Guus Hiddink | bondscoach   | Miroslav Blažević |
| Edwin van der Sar Frank de Boer Jaap Stam Edgar Davids Arthur Numan Wim Jonk Phillip Cocu 46' Dennis Bergkamp 57' Patrick Kluivert Clarence Seedorf Boudewijn Zenden | opstellingen | Dražen Ladić Krunoslav Jurčić Robert Jarni Igor Štimac Zvonimir Soldo Slaven Bilić Aljoša Asanović 78' Robert Prosinečki 85' Zvonimir Boban Mario Stanić Davor Šuker |
| Marc Overmars 46' Pierre van Hooijdonk 57' | wissels      | 78' Goran Vlaović 85' Igor Tudor |
| Edgar Davids 89' Wim Jonk 89' | gele kaarten | 34' Krunoslav Jurčić 52' Igor Štimac 69' Aljoša Asanović 74' Mario Stanić                                                                                            |

### Tweede ontmoeting
| Vriendschappelijk (Split, Kroatië, 6 februari 2008): |              | |
| Kroatië | 0 – 3        | Nederland |
| | goals        | 9' John Heitinga 37' Klaas-Jan Huntelaar 89' Jan Vennegoor of Hesselink |
| Slaven Bilić | bondscoach   | Marco van Basten |
| Stipe Pletikosa Vedran Ćorluka Dario Šimić 46' Robert Kovač 70' Josip Šimunić Darijo Srna 86' Niko Kovač 70' Luka Modrić Niko Kranjčar 46' Mladen Petrić Eduardo da Silva 71' | opstellingen | Edwin van der Sar 71' Mario Melchiot John Heitinga Joris Mathijsen Tim de Cler Demy de Zeeuw Wesley Sneijder Giovanni van Bronckhorst 84' Rafael van der Vaart 55' Ryan Babel 75' Klaas-Jan Huntelaar |
| Danijel Pranjić 46' Ivica Olić 46' Dario Knežević 70' Jerko Leko 70' Ivan Rakitić 71' Marko Babić 86'                                                                         | wissels      | 55' Ibrahim Afellay 71' Nigel de Jong 75' Urby Emanuelson 84' Jan Vennegoor of Hesselink |
| Vedran Ćorluka 18' Darijo Srna 53' Robert Kovač 54' | gele kaarten | 18' John Heitinga 62' Klaas-Jan Huntelaar 73' Demy de Zeeuw |

HNS · A-internationals · Selecties · Bondscoaches · Statistieken · Kroatisch vrouwenelftal · Olympisch elftal · Kroatië U21 · Kroatië U20 · Kroatië U19 · Kroatië U18 · Kroatië U17 · Kroatië U16
1940 – 1956 ·
1990 – 1999 ·
2000 – 2009 ·
2010 – 2019 ·
2020 − 2029
EK's: 1996 · 
2000 · 
2004 · 
2008 · 
2012 · 
2016 · 
2020 · 
2024
WK's: 1998 · 
2002 · 
2006 · 
2010 · 
2014 · 
2018 · 
2022
1940 · 
1941 · 
1942 · 
1943 · 
1944 · 
1945–1955 · 
1956 · 
1957–1989 · 
1990 · 
1991 · 
1992 · 
1993 · 
1994 · 
1995 · 
1996 · 
1997 · 
1998 · 
1999 · 
2000 · 
2001 · 
2002 · 
2003 · 
2004 · 
2005 · 
2006 · 
2007 · 
2008 · 
2009 · 
2010 · 
2011 · 
2012 · 
2013 ·  
2014 · 
2015 · 
2016 · 
2017 · 
2018 ·
2019 ·
2020 ·
2021 ·
2022 ·
2023
Albanië ·
Andorra ·
Argentinië ·
Armenië ·
Australië ·
Azerbeidzjan · 
België ·
Bosnië en Herzegovina ·
Brazilië ·
Bulgarije ·
Canada ·
Chili ·
China ·
Cyprus ·
Denemarken ·
Duitsland ·
Ecuador ·
Egypte ·
Engeland ·
Estland ·
Finland ·
Frankrijk ·
Georgië ·
Gibraltar ·
Griekenland ·
Hongarije ·
Hongkong ·
Ierland ·
IJsland ·
Indonesië ·
Iran ·
Israël ·
Italië ·
Jamaica ·
Japan ·
Joegoslavië ·
Jordanië ·
Kameroen · 
Kazachstan ·
Kosovo ·
Letland ·
Litouwen ·
Liechtenstein ·
Mali ·
Malta ·
Marokko · 
Mexico ·
Moldavië ·
Nederland ·
Nigeria ·
Noord-Ierland ·
Noord-Macedonië ·
Noorwegen ·
Oekraïne ·
Oostenrijk ·
Peru ·
Polen ·
Portugal ·
Qatar ·
Roemenië ·
Rusland ·
San Marino ·
Saoedi-Arabië ·
Schotland ·
Senegal · 
Servië · 
Slovenië ·
Slowakije ·
Spanje ·
Tsjechië ·
Tunesië ·
Turkije ·
Wales ·
Wit-Rusland ·
Zuid-Korea ·
Zweden ·
Zwitserland
Argentinië (2018) ·
Argentinië (2022) ·
Australië (2006) ·
België (2022) ·
Brazilië (2006) ·
Brazilië (2014) ·
Brazilië (2022) ·
Denemarken (2018) ·
Duitsland (2008) ·
Engeland (2018) ·
Engeland (2021) ·
Frankrijk (2018) ·
Ierland (2012) ·
IJsland (2018) ·
Italië (2012) ·
Japan (2006) ·
Kameroen (2014) ·
Marokko (2022, 1) ·
Marokko (2022, 2) ·
Mexico (2014) ·
Nigeria (2018) ·
Oostenrijk (2008) ·
Polen (2008) ·
Rusland (2018) ·
Schotland (2021) ·
Spanje (2012) ·
Spanje (2021) ·
Tsjechië (2016) ·
Tsjechië (2021) ·
Turkije (2008) ·
Turkije (2016)
KNVB ·
A-internationals ·
Bondscoaches (m) ·
Topscorers ·
Nederlands vrouwenelftal ·
Bondscoaches (v) ·
Nederland B ·
Olympisch elftal ·
Jong Oranje ·
Nederland –20 ·
Nederland –19 ·
Nederland –18 ·
Nederland –17 ·
Nederland –16 ·
Nederland –15 ·
Nederlands amateurelftal ·
Nederlands zaterdagelftal ·
Jong OranjeLeeuwinnen ·
Vrouwen –20 ·
Vrouwen –19 ·
Vrouwen –18 ·
Vrouwen –17 ·
Vrouwen –16 ·
Vrouwen –15 ·
Militair mannenelftal ·
Militair vrouwenelftal ·
Strandteam ·
Vrouwen Strandteam ·
Futsalteam ·
Vrouwen Futsalteam

EK-wedstrijden ·
WK-wedstrijden ·
Resultaten kwalificaties en eindronden ·
Nederland B-wedstrijden ·
Officieuze wedstrijden ·
EK-wedstrijden vrouwen ·
WK-wedstrijden vrouwen ·
Resultaten vrouwen kwalificaties en eindronden
1905 – 1919 ·
1920 – 1929 ·
1930 – 1939 ·
1940 – 1949 ·
1950 – 1959 ·
1960 – 1969 ·
1970 – 1979 ·
1980 – 1989 ·
1990 – 1999 ·
2000 – 2009 ·
2010 – 2019 ·
2020 – 2029
2015 ·
2016 ·
2017 ·
2018 ·
2019 ·
2020 ·
2021 · 
2022
EK's: 1976 · 
1980 · 
1988 · 
1992 · 
1996 · 
2000 · 
2004 · 
2008 · 
2012 · 
2020 · 
2024
WK's: 1934 · 
1938 · 
1974 · 
1978 · 
1990 · 
1994 · 
1998 · 
2006 · 
2010 · 
2014 · 
2022
OS: 1908 ·
1912 ·
1920 ·
1924 ·
1928 ·
1948 ·
1952 ·
2008
Albanië ·
Andorra ·
Argentinië ·
Armenië ·
Australië ·
België ·
Bosnië en Herzegovina ·
Brazilië ·
Bulgarije ·
Canada ·
Chili ·
China ·
Colombia ·
Costa Rica ·
Curaçao ·
Cyprus ·
DDR ·
Denemarken ·
Duitsland ·
Ecuador ·
Egypte ·
Engeland ·
Estland ·
Faeröer ·
Finland ·
Frankrijk ·
GOS · 
Georgië ·
Ghana ·
Gibraltar ·
Griekenland ·
Hongarije ·
Ierland ·
IJsland ·
Indonesië ·
Iran ·
Israël ·
Italië ·
Ivoorkust ·
Japan ·
Joegoslavië ·
Kameroen ·
Kazachstan ·
Kroatië ·
Letland ·
Liechtenstein ·
Luxemburg ·
Malta ·
Marokko ·
Mexico ·
Moldavië ·
Montenegro ·
Nederlandse Antillen ·
Nigeria ·
Noord-Ierland ·
Noord-Macedonië ·
Noorwegen ·
Oekraïne ·
Oostenrijk ·
Paraguay ·
Peru ·
Polen ·
Portugal ·
Qatar ·
Roemenië ·
Rusland ·
Saarland ·
San Marino ·
Saoedi-Arabië ·
Schotland ·
Senegal ·
Servië en Montenegro ·
Slovenië ·
Slowakije ·
Sovjet-Unie ·
Spanje ·
Suriname ·
Thailand ·
Tsjechië ·
Tsjecho-Slowakije ·
Tunesië ·
Turkije ·
Uruguay ·
Verenigd Koninkrijk ·
Verenigde Staten ·
Wales ·
Wit-Rusland ·
Zuid-Afrika ·
Zuid-Korea ·
Zweden ·
Zwitserland
Argentinië (1978) ·
Argentinië (2006) ·
Argentinië (2014) ·
Argentinië (2022) ·
Australië (2014) ·
Brazilië (2014) ·
Chili (2014) · 
Costa Rica (2014) ·
Denemarken (2010) ·
Denemarken (2012) ·
Duitsland (2012) · 
Ecuador (2022) · 
Frankrijk (2008) ·
Italië (2008) ·
Ivoorkust (2006) ·
Japan (2010) ·
Kameroen (2010) ·
Mexico (2014) · 
Noord-Macedonië (2021) · 
Oekraïne (2021) · 
Oostenrijk (2021) · 
Portugal (2006) ·
Portugal (2012) ·
Portugal (2019) ·
Qatar (2022) ·
Roemenië (2008) ·
Rusland (2008) ·
San Marino (2011) ·
Senegal (2022) ·
Servië en Montenegro (2006) ·
Sovjet-Unie (1988) ·
Spanje (2010) ·
Spanje (2014) ·
Tsjechië (2021) · 
Uruguay (2010) ·
Verenigde Staten (2022) · 
West-Duitsland (1974)